# بوی خوش موفقیت
بوی خوش موفقیت (به انگلیسی: Sweet Smell of Success) فیلمی ۹۶ دقیقه‌ای به کارگردانی الکساندر مکندریک با بازی برت لنکستر است.

## داستان
نیویورک. “ج. ج. هانسکر” (لنکستر)، روزنامه‌نگار معتبر و سرشناس، که از رابطه خواهرش، “سوزان” (هریسن) با “استیو” (میلز)، نوازنده جوان و معصوم کلوب‌های شبانه راضی نیست، یکی از پادوهای مطبوعاتی به‌نام “سیدنی” (کورتیس) را که به نفوذ “هانسکر” برای پیش رفت احتیاج دارد، مجبور می‌کند تا برای “استیو” پاپوش درست کند. “سیدنی” مقداری ماری‌جوآنا نزد “استیو” جاسازی می‌کند و به پلیس خبر می‌دهد. “سوزان” به خاطر این رسوائی دست به خودکشی می‌زند، اما “سیدنی” او را نجات می‌دهد و نقش برادرش را در این ماجرا برایش بازگو می‌کند. “هانسکر” نیز سرمی‌رسد، “سیدنی” را به باد کتک می‌گیرد و به پلیس اطلاع می‌دهد که ماری‌جوآنا را “سیدنی” نزد “استیو” جاسازی کرده بوده است….

از شاهکارهای سینمای “سیاه” که جلوه دیگری از نیویورک را ارائه می‌دهد؛ جائی که امکان دست‌زدن به هر فسادی را برای آدم‌ها ایجاد می‌کند. فیلم، روایتی درخشان از فساد مطبوعات و روزنامه‌نگاران آمریکا به دست می‌دهد که قدرت و اختیارات‌شان در آن سال‌ها رو به افزایش گذاشته بود. عوامل حرفه‌ای فیلم همگی درخشان و بی‌نظیرند، به‌خصوص برنستاین با موسیقی جاز خود در خلق فضای کلوب‌های شبانه موفق است. کورتیس نیز بهترین نقش عمرش را ایفا می‌کند.

## بازیگران
- برت لنکستر در نقش J. J. Hunsecker
- تونی کرتیس در نقش Sidney Falco
- سوزان هریسون در نقش Susan Hunsecker
- مارتین میلنر در نقش Steve Dallas
- Sam Levene در نقش Frank D'Angelo
- باربارا نیکولز در نقش Rita
- دیوید وایت در نقش Elwell
- جف دانل در نقش Sally
- Joe Frisco در نقش Herbie Temple
- امیل میر در نقش Lt. Harry Kello, اداره پلیس نیویورک سیتی
- Edith Atwater در نقش Mary
- Chico Hamilton در نقش Himself
- Fred Katz در نقش The Cellist